# Nemacladus gracilis
Nemacladus gracilis là loài thực vật có hoa trong họ Hoa chuông. Loài này được Eastw. mô tả khoa học đầu tiên năm 1903.